# Karpaty Jaremcze
Karpaty Jaremcze (ukr. Футбольний клуб «Карпати» Яремче, Futbolnyj Kłub "Karpaty" Jaremcze) – ukraiński klub piłkarski z siedzibą w mieście Jaremcze w obwodzie iwanofrankiwskim.

## Historia
Chronologia nazw:
- 1976—1984: Kurorttorh Jaremcze (ukr. «Курортторг» Яремче)
- 1985—1989: Spartak Jaremcze (ukr. «Спартак» Яремче)
- 1989—...: Karpaty Jaremcze (ukr. «Карпати» Яремче)

Zespół piłkarski w mieście Jaremcze został założony po zakończeniu drugiej wojny światowej. Występował w rozgrywkach Mistrzostw oraz Pucharu obwodu iwanofrankiwskiego. W 1951 dotarł do finału obwodu.
W 1976 w mieście została zorganizowana drużyna pod nazwą Kurorttorh Jaremcze, a 1985 z inicjatywy byłego piłkarza Spartaka Iwano-Frankiwsk Dmytra Cholawy oraz Mychajła Mendeluka drużyna Spartak Jaremcze. W 1989 klub awansował do pierwszej ligi obwodu iwanofrankiwskiego i zmienił nazwę na Karpaty Jaremcze.
W latach 1998–2000 uczestniczył w rozgrywkach Rady Obwodowej Towarzystwa Sportowego "Ukraina". Od 2001 ponownie występuje w rozgrywkach Mistrzostw oraz Pucharu obwodu iwanofrankiwskiego.
W 2007 i 2008 zdobył Mistrzostwo i Puchar obwodu iwanofrankiwskiego.
W roku 2008 jako mistrz obwodu iwanofrankiwskiego startował w Mistrzostwach Ukrainy spośród drużyn amatorskich.
Jako drużyna amatorska nadal występuje w rozgrywkach Mistrzostw i Pucharu obwodu iwanofrankiwskiego.

## Sukcesy
- zdobywca Amatorskiego Pucharu Ukrainy: 2009
- mistrz obwodu iwanofrankiwskiego: 2007, 2008
- zdobywca Pucharu obwodu iwanofrankiwskiego: 2007, 2008

## Znani piłkarze
- Petro Rusak

## Inne
- Prykarpattia Iwano-Frankiwsk
- Spartak Iwano-Frankiwsk